# Tournoi des États-Unis de rugby à sept 2015
Navigation
2014 2016
Le Tournoi des États-Unis de rugby à sept 2015 est la cinquième étape de la saison 2014-2015 de l'IRB Sevens World Series. Elle se déroule sur trois jours les 13, 14 et 15 février 2015 au Sam Boyd Stadium à Las Vegas, aux États-Unis. L'équipe des fidji gagne le tournoi en battant en finale l'équipe de Nouvelle-Zélande sur le score de 35 à 19.

## Équipes participantes
Seize équipes participent au tournoi (quinze équipes permanentes plus une invitée) :
- Afrique du Sud
- Angleterre
- Argentine
- Australie
- Canada
- Écosse
- États-Unis
- France
- Fidji
- Pays de Galles
- Japon
- Kenya
- Nouvelle-Zélande
- Portugal
- Samoa
- Brésil (invitée)

## Phase de poules

### Poule A
| Rang | Pays             | J | V | N | D | Pm | Pe | Diff | Pts |
| ---- | ---------------- | - | - | - | - | -- | -- | ---- | --- |
| 1    | Fidji            | 3 | 3 | 0 | 0 | 78 | 36 | +42  | 9   |
| 2    | Nouvelle-Zélande | 3 | 2 | 0 | 1 | 67 | 26 | +41  | 7   |
| 3    | Samoa            | 3 | 1 | 0 | 2 | 31 | 70 | -39  | 5   |
| 4    | Pays de Galles   | 3 | 0 | 0 | 3 | 50 | 94 | -44  | 3   |

| 13 février 2015 16 h 44 UTC−08:00 | Nouvelle-Zélande | 40 - 7 | Pays de Galles | Sam Boyd Stadium, Las Vegas |
| 13 février 2015 16 h 44 UTC−08:00 |                  |        |                | Sam Boyd Stadium, Las Vegas |
| 13 février 2015 16 h 44 UTC−08:00 |                  |        |                | Sam Boyd Stadium, Las Vegas |

| 13 février 2015 17 h 06 UTC−08:00 | Fidji | 36 - 0 | Samoa | Sam Boyd Stadium, Las Vegas |
| 13 février 2015 17 h 06 UTC−08:00 |       |        |       | Sam Boyd Stadium, Las Vegas |
| 13 février 2015 17 h 06 UTC−08:00 |       |        |       | Sam Boyd Stadium, Las Vegas |

| 13 février 2015 19 h 40 UTC−08:00 | Nouvelle-Zélande | 15 - 5 | Samoa | Sam Boyd Stadium, Las Vegas |
| 13 février 2015 19 h 40 UTC−08:00 |                  |        |       | Sam Boyd Stadium, Las Vegas |
| 13 février 2015 19 h 40 UTC−08:00 |                  |        |       | Sam Boyd Stadium, Las Vegas |

| 13 février 2015 20 h 02 UTC−08:00 | Fidji | 28 - 24 | Pays de Galles | Sam Boyd Stadium, Las Vegas |
| 13 février 2015 20 h 02 UTC−08:00 |       |         |                | Sam Boyd Stadium, Las Vegas |
| 13 février 2015 20 h 02 UTC−08:00 |       |         |                | Sam Boyd Stadium, Las Vegas |

| 14 février 2015 13 h 05 UTC−08:00 | Nouvelle-Zélande | 12 - 14 | Fidji | Sam Boyd Stadium, Las Vegas |
| 14 février 2015 13 h 05 UTC−08:00 |                  |         |       | Sam Boyd Stadium, Las Vegas |
| 14 février 2015 13 h 05 UTC−08:00 |                  |         |       | Sam Boyd Stadium, Las Vegas |

| 14 février 2015 11 h 30 UTC−08:00 | Pays de Galles | 19 - 26 | Samoa | Sam Boyd Stadium, Las Vegas |
| 14 février 2015 11 h 30 UTC−08:00 |                |         |       | Sam Boyd Stadium, Las Vegas |
| 14 février 2015 11 h 30 UTC−08:00 |                |         |       | Sam Boyd Stadium, Las Vegas |

### Poule B
| Rang | Pays       | J | V | N | D | Pm | Pe | Diff | Pts |
| ---- | ---------- | - | - | - | - | -- | -- | ---- | --- |
| 1    | Canada     | 3 | 2 | 0 | 1 | 60 | 41 | +19  | 7   |
| 2    | Angleterre | 3 | 2 | 0 | 1 | 52 | 46 | +6   | 7   |
| 3    | Argentine  | 3 | 1 | 0 | 2 | 43 | 57 | -14  | 5   |
| 4    | Kenya      | 3 | 1 | 0 | 2 | 50 | 61 | -11  | 5   |

| 13 février 2015 17 h 28 UTC−08:00 | Angleterre | 19 - 17 | Argentine | Sam Boyd Stadium, Las Vegas |
| 13 février 2015 17 h 28 UTC−08:00 |            |         |           | Sam Boyd Stadium, Las Vegas |
| 13 février 2015 17 h 28 UTC−08:00 |            |         |           | Sam Boyd Stadium, Las Vegas |

| 13 février 2015 17 h 50 UTC−08:00 | Kenya | 22 - 21 | Canada | Sam Boyd Stadium, Las Vegas |
| 13 février 2015 17 h 50 UTC−08:00 |       |         |        | Sam Boyd Stadium, Las Vegas |
| 13 février 2015 17 h 50 UTC−08:00 |       |         |        | Sam Boyd Stadium, Las Vegas |

| 13 février 2015 20 h 24 UTC−08:00 | Angleterre | 12 - 15 | Canada | Sam Boyd Stadium, Las Vegas |
| 13 février 2015 20 h 24 UTC−08:00 |            |         |        | Sam Boyd Stadium, Las Vegas |
| 13 février 2015 20 h 24 UTC−08:00 |            |         |        | Sam Boyd Stadium, Las Vegas |

| 13 février 2015 20 h 46 UTC−08:00 | Kenya | 14 - 19 | Argentine | Sam Boyd Stadium, Las Vegas |
| 13 février 2015 20 h 46 UTC−08:00 |       |         |           | Sam Boyd Stadium, Las Vegas |
| 13 février 2015 20 h 46 UTC−08:00 |       |         |           | Sam Boyd Stadium, Las Vegas |

| 14 février 2015 13 h 30 UTC−08:00 | Angleterre | 21 - 14 | Kenya | Sam Boyd Stadium, Las Vegas |
| 14 février 2015 13 h 30 UTC−08:00 |            |         |       | Sam Boyd Stadium, Las Vegas |
| 14 février 2015 13 h 30 UTC−08:00 |            |         |       | Sam Boyd Stadium, Las Vegas |

| 14 février 2015 11 h 52 UTC−08:00 | Argentine | 7 - 24 | Canada | Sam Boyd Stadium, Las Vegas |
| 14 février 2015 11 h 52 UTC−08:00 |           |        |        | Sam Boyd Stadium, Las Vegas |
| 14 février 2015 11 h 52 UTC−08:00 |           |        |        | Sam Boyd Stadium, Las Vegas |

### Poule C
| Rang | Pays           | J | V | N | D | Pm | Pe  | Diff | Pts |
| ---- | -------------- | - | - | - | - | -- | --- | ---- | --- |
| 1    | Afrique du Sud | 3 | 2 | 1 | 0 | 80 | 24  | +56  | 8   |
| 2    | États-Unis     | 3 | 2 | 1 | 0 | 90 | 38  | +52  | 8   |
| 3    | Portugal       | 3 | 1 | 0 | 2 | 28 | 57  | -29  | 5   |
| 4    | Japon          | 3 | 0 | 0 | 3 | 36 | 115 | -79  | 3   |

| 13 février 2015 16 h 00 UTC−08:00 | Afrique du Sud | 19 - 0 | Portugal | Sam Boyd Stadium, Las Vegas |
| 13 février 2015 16 h 00 UTC−08:00 |                |        |          | Sam Boyd Stadium, Las Vegas |
| 13 février 2015 16 h 00 UTC−08:00 |                |        |          | Sam Boyd Stadium, Las Vegas |

| 13 février 2015 16 h 22 UTC−08:00 | États-Unis | 52 - 12 | Japon | Sam Boyd Stadium, Las Vegas |
| 13 février 2015 16 h 22 UTC−08:00 |            |         |       | Sam Boyd Stadium, Las Vegas |
| 13 février 2015 16 h 22 UTC−08:00 |            |         |       | Sam Boyd Stadium, Las Vegas |

| 13 février 2015 18 h 56 UTC−08:00 | Afrique du Sud | 42 - 5 | Japon | Sam Boyd Stadium, Las Vegas |
| 13 février 2015 18 h 56 UTC−08:00 |                |        |       | Sam Boyd Stadium, Las Vegas |
| 13 février 2015 18 h 56 UTC−08:00 |                |        |       | Sam Boyd Stadium, Las Vegas |

| 13 février 2015 19 h 18 UTC−08:00 | États-Unis | 19 - 7 | Portugal | Sam Boyd Stadium, Las Vegas |
| 13 février 2015 19 h 18 UTC−08:00 |            |        |          | Sam Boyd Stadium, Las Vegas |
| 13 février 2015 19 h 18 UTC−08:00 |            |        |          | Sam Boyd Stadium, Las Vegas |

| 14 février 2015 12 h 40 UTC−08:00 | Afrique du Sud | 19 - 19 | États-Unis | Sam Boyd Stadium, Las Vegas |
| 14 février 2015 12 h 40 UTC−08:00 |                |         |            | Sam Boyd Stadium, Las Vegas |
| 14 février 2015 12 h 40 UTC−08:00 |                |         |            | Sam Boyd Stadium, Las Vegas |

| 14 février 2015 11 h 08 UTC−08:00 | Portugal | 21 - 19 | Japon | Sam Boyd Stadium, Las Vegas |
| 14 février 2015 11 h 08 UTC−08:00 |          |         |       | Sam Boyd Stadium, Las Vegas |
| 14 février 2015 11 h 08 UTC−08:00 |          |         |       | Sam Boyd Stadium, Las Vegas |

### Poule D
| Rang | Pays      | J | V | N | D | Pm  | Pe  | Diff | Pts |
| ---- | --------- | - | - | - | - | --- | --- | ---- | --- |
| 1    | Australie | 3 | 3 | 0 | 0 | 116 | 28  | +88  | 9   |
| 2    | France    | 3 | 2 | 0 | 1 | 59  | 45  | +14  | 7   |
| 3    | Écosse    | 3 | 1 | 0 | 2 | 59  | 73  | -14  | 5   |
| 4    | Brésil    | 3 | 0 | 0 | 3 | 21  | 109 | -88  | 3   |

| 13 février 2015 18 h 12 UTC−08:00 | Écosse | 7 - 19 | France | Sam Boyd Stadium, Las Vegas |
| 13 février 2015 18 h 12 UTC−08:00 |        |        |        | Sam Boyd Stadium, Las Vegas |
| 13 février 2015 18 h 12 UTC−08:00 |        |        |        | Sam Boyd Stadium, Las Vegas |

| 13 février 2015 18 h 34 UTC−08:00 | Australie | 45 - 0 | Brésil | Sam Boyd Stadium, Las Vegas |
| 13 février 2015 18 h 34 UTC−08:00 |           |        |        | Sam Boyd Stadium, Las Vegas |
| 13 février 2015 18 h 34 UTC−08:00 |           |        |        | Sam Boyd Stadium, Las Vegas |

| 13 février 2015 21 h 08 UTC−08:00 | Écosse | 38 - 14 | Brésil | Sam Boyd Stadium, Las Vegas |
| 13 février 2015 21 h 08 UTC−08:00 |        |         |        | Sam Boyd Stadium, Las Vegas |
| 13 février 2015 21 h 08 UTC−08:00 |        |         |        | Sam Boyd Stadium, Las Vegas |

| 13 février 2015 21 h 30 UTC−08:00 | Australie | 31 - 14 | France | Sam Boyd Stadium, Las Vegas |
| 13 février 2015 21 h 30 UTC−08:00 |           |         |        | Sam Boyd Stadium, Las Vegas |
| 13 février 2015 21 h 30 UTC−08:00 |           |         |        | Sam Boyd Stadium, Las Vegas |

| 14 février 2015 13 h 52 UTC−08:00 | Écosse | 14 - 40 | Australie | Sam Boyd Stadium, Las Vegas |
| 14 février 2015 13 h 52 UTC−08:00 |        |         |           | Sam Boyd Stadium, Las Vegas |
| 14 février 2015 13 h 52 UTC−08:00 |        |         |           | Sam Boyd Stadium, Las Vegas |

| 14 février 2015 12 h 14 UTC−08:00 | France | 26 - 7 | Brésil | Sam Boyd Stadium, Las Vegas |
| 14 février 2015 12 h 14 UTC−08:00 |        |        |        | Sam Boyd Stadium, Las Vegas |
| 14 février 2015 12 h 14 UTC−08:00 |        |        |        | Sam Boyd Stadium, Las Vegas |

## Phase finale
Résultats de la phase finale,.

### Tournois principaux

#### Cup
|  | Quarts de finale                    | Quarts de finale                    |                                     |                                     | Demi-finales                        | Demi-finales                        |    |  | Finale                              | Finale                              |
|  | Quarts de finale                    | Quarts de finale                    |                                     |                                     | Demi-finales                        | Demi-finales                        |    |  | Finale                              | Finale                              |
|  |                                     |                                     |                                     |                                     |                                     |                                     |    |  |                                     |                                     |
|  | 14 février 2015 - 17 h 14 UTC−08:00 | 14 février 2015 - 17 h 14 UTC−08:00 |                                     |                                     | 15 février 2015 - 12 h 32 UTC−08:00 | 15 février 2015 - 12 h 32 UTC−08:00 |    |  | 15 février 2015 - 15 h 25 UTC−08:00 | 15 février 2015 - 15 h 25 UTC−08:00 |
|  | 14 février 2015 - 17 h 14 UTC−08:00 | 14 février 2015 - 17 h 14 UTC−08:00 |                                     |                                     | 15 février 2015 - 12 h 32 UTC−08:00 | 15 février 2015 - 12 h 32 UTC−08:00 |    |  | 15 février 2015 - 15 h 25 UTC−08:00 | 15 février 2015 - 15 h 25 UTC−08:00 |
|  | Fidji                               | 31                                  |                                     |                                     | 15 février 2015 - 12 h 32 UTC−08:00 | 15 février 2015 - 12 h 32 UTC−08:00 |    |  | 15 février 2015 - 15 h 25 UTC−08:00 | 15 février 2015 - 15 h 25 UTC−08:00 |
|  | Fidji                               | 31                                  |                                     |                                     | 15 février 2015 - 12 h 32 UTC−08:00 | 15 février 2015 - 12 h 32 UTC−08:00 |    |  | 15 février 2015 - 15 h 25 UTC−08:00 | 15 février 2015 - 15 h 25 UTC−08:00 |
|  | France                              | 12                                  |                                     |                                     | 15 février 2015 - 12 h 32 UTC−08:00 | 15 février 2015 - 12 h 32 UTC−08:00 |    |  | 15 février 2015 - 15 h 25 UTC−08:00 | 15 février 2015 - 15 h 25 UTC−08:00 |
|  | France                              | 12                                  | Fidji                               | 24                                  |                                     |                                     |    |  | 15 février 2015 - 15 h 25 UTC−08:00 | 15 février 2015 - 15 h 25 UTC−08:00 |
|  | 14 février 2015 - 17 h 36 UTC−08:00 |                                     | Fidji                               | 24                                  |                                     |                                     |    |  | 15 février 2015 - 15 h 25 UTC−08:00 | 15 février 2015 - 15 h 25 UTC−08:00 |
|  |                                     | Afrique du Sud                      | 19                                  |                                     |                                     |                                     |    |  | 15 février 2015 - 15 h 25 UTC−08:00 | 15 février 2015 - 15 h 25 UTC−08:00 |
|  | Afrique du Sud                      | Afrique du Sud                      | 19                                  | 21                                  |                                     |                                     |    |  | 15 février 2015 - 15 h 25 UTC−08:00 | 15 février 2015 - 15 h 25 UTC−08:00 |
|  | Afrique du Sud                      |                                     |                                     | 21                                  |                                     |                                     |    |  | 15 février 2015 - 15 h 25 UTC−08:00 | 15 février 2015 - 15 h 25 UTC−08:00 |
|  | Angleterre                          | 14                                  |                                     |                                     |                                     |                                     |    |  | 15 février 2015 - 15 h 25 UTC−08:00 | 15 février 2015 - 15 h 25 UTC−08:00 |
|  | Angleterre                          | 14                                  | Fidji                               | 35                                  |                                     |                                     |    |  |                                     |                                     |
|  | 14 février 2015 - 17 h 58 UTC−08:00 |                                     | Fidji                               | 35                                  |                                     |                                     |    |  |                                     |                                     |
|  |                                     | Nouvelle-Zélande                    | 19                                  |                                     |                                     |                                     |    |  |                                     |                                     |
|  | Australie                           | Nouvelle-Zélande                    | 19                                  | 7                                   |                                     |                                     |    |  |                                     |                                     |
|  | Australie                           | 15 février 2015 - 12 h 54 UTC−08:00 |                                     | 7                                   |                                     |                                     |    |  |                                     |                                     |
|  | Nouvelle-Zélande                    | 28                                  |                                     |                                     |                                     |                                     |    |  |                                     |                                     |
|  | Nouvelle-Zélande                    | 28                                  | Nouvelle-Zélande                    | 26                                  |                                     |                                     |    |  |                                     |                                     |
|  | 14 février 2015 - 18 h 20 UTC−08:00 | 14 février 2015 - 18 h 20 UTC−08:00 | Nouvelle-Zélande                    | 26                                  | Match pour la 3e place              | Match pour la 3e place              |    |  |                                     |                                     |
|  | 14 février 2015 - 18 h 20 UTC−08:00 | 14 février 2015 - 18 h 20 UTC−08:00 |                                     | États-Unis                          | Match pour la 3e place              | Match pour la 3e place              | 12 |  |                                     |                                     |
|  | Canada                              | 0                                   | 15 février 2015 - 15 h 00 UTC−08:00 | 15 février 2015 - 15 h 00 UTC−08:00 |                                     |                                     | 12 |  |                                     |                                     |
|  | Canada                              | 0                                   | 15 février 2015 - 15 h 00 UTC−08:00 | 15 février 2015 - 15 h 00 UTC−08:00 |                                     |                                     |    |  |                                     |                                     |
|  | États-Unis                          | 20                                  |                                     | Afrique du Sud                      | 31                                  |                                     |    |  |                                     |                                     |
|  | États-Unis                          | 20                                  |                                     | Afrique du Sud                      | 31                                  |                                     |    |  |                                     |                                     |
|  |                                     |                                     |                                     |                                     |                                     |                                     |    |  | États-Unis                          | 0                                   |
|  |                                     |                                     |                                     |                                     |                                     |                                     |    |  | États-Unis                          | 0                                   |

#### Bowl
|  | Quarts de finale                    | Quarts de finale                    |        |    | Demi-finales                        | Demi-finales                        |  |  | Finale                              | Finale                              |
|  | Quarts de finale                    | Quarts de finale                    |        |    | Demi-finales                        | Demi-finales                        |  |  | Finale                              | Finale                              |
|  |                                     |                                     |        |    |                                     |                                     |  |  |                                     |                                     |
|  | 14 février 2015 - 15 h 46 UTC−08:00 | 14 février 2015 - 15 h 46 UTC−08:00 |        |    | 15 février 2015 - 11 h 04 UTC−08:00 | 15 février 2015 - 11 h 04 UTC−08:00 |  |  | 15 février 2015 - 14 h 10 UTC−08:00 | 15 février 2015 - 14 h 10 UTC−08:00 |
|  | 14 février 2015 - 15 h 46 UTC−08:00 | 14 février 2015 - 15 h 46 UTC−08:00 |        |    | 15 février 2015 - 11 h 04 UTC−08:00 | 15 février 2015 - 11 h 04 UTC−08:00 |  |  | 15 février 2015 - 14 h 10 UTC−08:00 | 15 février 2015 - 14 h 10 UTC−08:00 |
|  | Samoa                               | 26                                  |        |    | 15 février 2015 - 11 h 04 UTC−08:00 | 15 février 2015 - 11 h 04 UTC−08:00 |  |  | 15 février 2015 - 14 h 10 UTC−08:00 | 15 février 2015 - 14 h 10 UTC−08:00 |
|  | Samoa                               | 26                                  |        |    | 15 février 2015 - 11 h 04 UTC−08:00 | 15 février 2015 - 11 h 04 UTC−08:00 |  |  | 15 février 2015 - 14 h 10 UTC−08:00 | 15 février 2015 - 14 h 10 UTC−08:00 |
|  | Brésil                              | 7                                   |        |    | 15 février 2015 - 11 h 04 UTC−08:00 | 15 février 2015 - 11 h 04 UTC−08:00 |  |  | 15 février 2015 - 14 h 10 UTC−08:00 | 15 février 2015 - 14 h 10 UTC−08:00 |
|  | Brésil                              | 7                                   | Samoa  | 5  |                                     |                                     |  |  | 15 février 2015 - 14 h 10 UTC−08:00 | 15 février 2015 - 14 h 10 UTC−08:00 |
|  | 14 février 2015 - 16 h 08 UTC−08:00 |                                     | Samoa  | 5  |                                     |                                     |  |  | 15 février 2015 - 14 h 10 UTC−08:00 | 15 février 2015 - 14 h 10 UTC−08:00 |
|  |                                     | Kenya                               | 19     |    |                                     |                                     |  |  | 15 février 2015 - 14 h 10 UTC−08:00 | 15 février 2015 - 14 h 10 UTC−08:00 |
|  | Portugal                            | Kenya                               | 19     | 7  |                                     |                                     |  |  | 15 février 2015 - 14 h 10 UTC−08:00 | 15 février 2015 - 14 h 10 UTC−08:00 |
|  | Portugal                            |                                     |        | 7  |                                     |                                     |  |  | 15 février 2015 - 14 h 10 UTC−08:00 | 15 février 2015 - 14 h 10 UTC−08:00 |
|  | Kenya                               | 17                                  |        |    |                                     |                                     |  |  | 15 février 2015 - 14 h 10 UTC−08:00 | 15 février 2015 - 14 h 10 UTC−08:00 |
|  | Kenya                               | 17                                  | Kenya  | 24 |                                     |                                     |  |  |                                     |                                     |
|  | 14 février 2015 - 16 h 30 UTC−08:00 |                                     | Kenya  | 24 |                                     |                                     |  |  |                                     |                                     |
|  |                                     | Argentine                           | 21     |    |                                     |                                     |  |  |                                     |                                     |
|  | Écosse                              | Argentine                           | 21     | 19 |                                     |                                     |  |  |                                     |                                     |
|  | Écosse                              | 15 février 2015 - 11 h 26 UTC−08:00 |        | 19 |                                     |                                     |  |  |                                     |                                     |
|  | Pays de Galles                      | 14                                  |        |    |                                     |                                     |  |  |                                     |                                     |
|  | Pays de Galles                      | 14                                  | Écosse | 19 |                                     |                                     |  |  |                                     |                                     |
|  | 14 février 2015 - 16 h 52 UTC−08:00 |                                     | Écosse | 19 |                                     |                                     |  |  |                                     |                                     |
|  |                                     | Argentine                           | 21     |    |                                     |                                     |  |  |                                     |                                     |
|  | Argentine                           | Argentine                           | 21     | 15 |                                     |                                     |  |  |                                     |                                     |
|  | Argentine                           |                                     |        | 15 |                                     |                                     |  |  |                                     |                                     |
|  | Japon                               | 12                                  |        |    |                                     |                                     |  |  |                                     |                                     |
|  | Japon                               | 12                                  |        |    |                                     |                                     |  |  |                                     |                                     |

### Matchs de classement

#### Plate
|  | Demi-finales                        | Demi-finales                        |            |    | Finale                              | Finale                              |
|  | Demi-finales                        | Demi-finales                        |            |    | Finale                              | Finale                              |
|  |                                     |                                     |            |    |                                     |                                     |
|  | 15 février 2015 - 10 h 20 UTC−08:00 | 15 février 2015 - 10 h 20 UTC−08:00 |            |    | 15 février 2015 - 13 h 45 UTC−08:00 | 15 février 2015 - 13 h 45 UTC−08:00 |
|  | 15 février 2015 - 10 h 20 UTC−08:00 | 15 février 2015 - 10 h 20 UTC−08:00 |            |    | 15 février 2015 - 13 h 45 UTC−08:00 | 15 février 2015 - 13 h 45 UTC−08:00 |
|  | France                              | 5                                   |            |    | 15 février 2015 - 13 h 45 UTC−08:00 | 15 février 2015 - 13 h 45 UTC−08:00 |
|  | France                              | 5                                   |            |    | 15 février 2015 - 13 h 45 UTC−08:00 | 15 février 2015 - 13 h 45 UTC−08:00 |
|  | Angleterre                          | 26                                  |            |    | 15 février 2015 - 13 h 45 UTC−08:00 | 15 février 2015 - 13 h 45 UTC−08:00 |
|  | Angleterre                          | 26                                  | Angleterre | 14 |                                     |                                     |
|  | 15 février 2015 - 10 h 42 UTC−08:00 |                                     | Angleterre | 14 |                                     |                                     |
|  |                                     | Australie                           | 21         |    |                                     |                                     |
|  | Australie                           | Australie                           | 21         | 17 |                                     |                                     |
|  | Australie                           |                                     |            | 17 |                                     |                                     |
|  | Canada                              | 0                                   |            |    |                                     |                                     |
|  | Canada                              | 0                                   |            |    |                                     |                                     |

#### Shield
|  | Demi-finales                        | Demi-finales                        |          |    | Finale                              | Finale                              |
|  | Demi-finales                        | Demi-finales                        |          |    | Finale                              | Finale                              |
|  |                                     |                                     |          |    |                                     |                                     |
|  | 15 février 2015 - 11 h 48 UTC−08:00 | 15 février 2015 - 11 h 48 UTC−08:00 |          |    | 15 février 2015 - 14 h 35 UTC−08:00 | 15 février 2015 - 14 h 35 UTC−08:00 |
|  | 15 février 2015 - 11 h 48 UTC−08:00 | 15 février 2015 - 11 h 48 UTC−08:00 |          |    | 15 février 2015 - 14 h 35 UTC−08:00 | 15 février 2015 - 14 h 35 UTC−08:00 |
|  | Brésil                              | 19                                  |          |    | 15 février 2015 - 14 h 35 UTC−08:00 | 15 février 2015 - 14 h 35 UTC−08:00 |
|  | Brésil                              | 19                                  |          |    | 15 février 2015 - 14 h 35 UTC−08:00 | 15 février 2015 - 14 h 35 UTC−08:00 |
|  | Portugal                            | 26                                  |          |    | 15 février 2015 - 14 h 35 UTC−08:00 | 15 février 2015 - 14 h 35 UTC−08:00 |
|  | Portugal                            | 26                                  | Portugal | 19 |                                     |                                     |
|  | 15 février 2015 - 12 h 10 UTC−08:00 |                                     | Portugal | 19 |                                     |                                     |
|  |                                     | Pays de Galles                      | 12       |    |                                     |                                     |
|  | Pays de Galles                      | Pays de Galles                      | 12       | 47 |                                     |                                     |
|  | Pays de Galles                      |                                     |          | 47 |                                     |                                     |
|  | Japon                               | 33                                  |          |    |                                     |                                     |
|  | Japon                               | 33                                  |          |    |                                     |                                     |

## Bilan
Statistiques sportives
- Meilleur marqueur du tournoi :
- Meilleur marqueur d'essais du tournoi :  Savenaca Rawaca (7 essais)[5].